# Luci Ragoni Quintià
Luci Ragoni Quintià (en llatí Lucius Ragonius Quintinaus) va ser un magistrat romà del segle iii.
Va ser nomenat cònsol en el regnat de Dioclecià, l'any 289, juntament amb Marc Macri Bas (Marcus Macrius Bassus). Els seus noms els trobem als Fasti.